# RO5166017
RO5166017或RO-5166017是一种含氮有机化合物，化学式C
12H
17N
3O，属于一种痕量胺相关受体TAAR1的选择性激动剂，由罗氏制药研发。